# Екатериновка (Миллеровский район)
Екатериновка — хутор в Миллеровском районе Ростовской области. Входит в состав Криворожского сельского поселения.

## География
На хуторе имеется одна улица: Юбилейная.

## Население
| 2010 |
| ---- |
| 262  |